# Asamblea General de Georgia
La Asamblea General de Georgia (en inglés: Georgia General Assembly) es la legislatura estatal (órgano encargado del Poder legislativo) del estado de Georgia, en Estados Unidos.  Es bicameral, por lo que está compuesto por el Senado y la Cámara de Representantes .
Cada uno de los 236 miembros de la Asamblea General sirven términos de dos años y son elegidos por sufragio directo por los electores de su distrito. La Constitución de Georgia confiere todo el poder legislativo a la Asamblea General. Ambas casas tienen poderes similares, aunque cada una también tiene deberes únicos.  Por ejemplo, el tratamiento de proyectos de ley de asignaciones solo ocurre en la Cámara, mientras que el Senado tiene la tarea de confirmar los nombramientos del gobernador. 
La Asamblea General se reúne en el capitolio del Estado de Georgia, en Atlanta .

## Historia
La Asamblea General fue creada en 1777 durante la Revolución Americana; siendo más antigua inclusive que el Congreso de los Estados Unidos. Durante su existencia, la Asamblea ha cambiado de sede cuatro veces diferentes cuando la capital del estado cambió de ubicación. La primera ubicación de la Asamblea fue Savannah, luego Augusta y Louisville, trasladándose de allí a Milledgeville y finalmente a Atlanta en 1868.

### Asamblea General en Savannah
En enero de 1777, Savannah se había convertido en la capital de Georgia, cuando la antigua colonia declaró su independencia de Gran Bretaña. La legislatura, en ese entonces un órgano unicameral, se reunió allí en 1777-1778, retirándose a Augusta cuando los británicos tomaron la ciudad. No estuvieron en Augusta mucho antes de que los británicos la capturaran en 1779. Augusta cambió de manos tres veces durante la guerra y finalmente volvió a la posesión estadounidense en julio de 1781. Permanecieron en Augusta hasta que los británicos abandonaron Savannah en mayo de 1782 y la legislatura regresó a la capital.

### Traslado de la sede a Augusta
Entre 1783 y 1795, la Asamblea General de Georgia se reunió tanto en Savannah como en Augusta, moviéndose desde allí cuando surgieron tensiones entre las dos ciudades, lo que provocó que el entonces gobernador Lyman Hall residiera oficialmente en ambos lugares. El 22 de febrero de 1785, la Asamblea General celebró su última reunión en Savannah; Augusta se había convertido en la capital oficial debido a la presión de la población en general para tener su capital en el centro del estado.

### Traslado a Louisville
A medida que la población se dispersó, cambiando el centro geográfico, se determinó que la capital del estado también necesitaba moverse. La legislatura nombró una comisión en 1786 para encontrar una ubicación adecuada que fuera fundamental para la nueva demografía. La comisión recomendó Louisville, que se convertiría en la primera capital planificada de Georgia y albergaría su primer edificio del capitolio. Debido al hecho de que la capital tendría que construirse desde cero, y debido a los numerosos retrasos en la construcción, tomó una década construir la ciudad. El nombre Louisville fue elegido por la Asamblea General en honor al rey Luis XVI de Francia por la ayuda de Francia durante la Guerra de Independencia .
La nueva casa estatal, un edificio gregoriano de ladrillo rojo de dos pisos del siglo XVIII, se completó en 1796. La Legislatura designó a Louisville como la "sede permanente" del gobierno de Georgia. Sin embargo, una mayor expansión occidental creó la necesidad de otra nueva capital estatal. El edificio del capitolio fue comprado por el condado de Jefferson y utilizado como palacio de justicia, pero el edificio tuvo que ser demolido porque no estaba en buenas condiciones. Una placa marca la ubicación del antiguo Capitolio.

### La Asamblea llega a Milledgeville
En 1804, el gobierno estatal decidió que se necesitaría otra capital. Posteriormente, se aprobó una ley que autoriza la construcción de una nueva ciudad capital en 3240 acres (13 km²)  en el área actualmente conocida como Condado de Baldwin . La ciudad fue nombrada Milledgeville en honor al gobernador John Milledge .
El nuevo Capitolio tardó dos años en completarse y era una construcción de ladrillos en el estilo neogótico. La legislatura convocó la Convención de Secesión de Georgia de 1861 en la casa estatal de Milledgeville el 16 de enero de 1861. El 19 de enero, los delegados votaron a favor de que Georgia se separara de la Unión —208 a favor y 89 en contra— redactando una nueva constitución y declarando al estado como una República independiente.

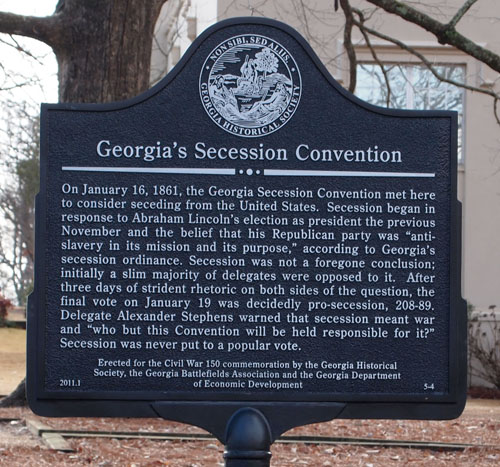
Placa conmemorativa de la Convención de la Secesión de Georgia, erigida en 2011 para la conmemoración del 150° aniversario de la guerra civil estadounidense por la Sociedad Histórica de Georgia.

El 21 de enero, los delegados de la Asamblea (secesionistas que terminaron con una ligera mayoría de delegados) celebraron su decisión mediante la firma pública de la Ordenanza de Secesión fuera del Capitolio del Estado. Más tarde ese año, la legislatura también votó para enviar $ 100,000 a Carolina del Sur "para el alivio de los habitantes de Charleston" que sufrieron un incendio desastroso en diciembre de 1861. Con el enfoque del General Sherman, los miembros de la Asamblea General suspendieron sus sesiones en el otoño de 1864, volviendo a reunirse brevemente en Macon en 1865. Cuando la guerra civil estadounidense llegó a su fin con el gobierno federal en control militar de Georgia, la legislatura se reunió nuevamente en el Capitolio en Milledgeville.

### Atlanta
En 1867, el mayor general John Pope, gobernador militar de Georgia, convocó a una asamblea en Atlanta para celebrar una convención constitucional . En ese momento, los funcionarios de Atlanta se movieron una vez más para designar a la ciudad como la capital del estado de Georgia, donando la propiedad donde se construyó el primer ayuntamiento de Atlanta. La convención constitucional estuvo de acuerdo y el pueblo votó para ratificar la decisión el 20 de abril de 1868. La Asamblea General de Georgia se reunió por primera vez en Atlanta el 4 de julio de 1868.
En 1884, la legislatura asignó un millón de dólares para construir un nuevo capitolio estatal . La construcción comenzó el 26 de octubre de 1884 y el edificio se completó (ligeramente por debajo del presupuesto ) e inaugurado el 15 de junio de 1889.
En particular, la cúpula sobre el edificio del capitolio está chapada en oro real, la mayoría del cual provino del área de Dahlonega, Georgia. El techo da lugar a coloquialismos locales; por ejemplo, si un georgiano experto quisiera preguntar a otro qué estaba haciendo la Asamblea General, podría preguntar qué estaba sucediendo "debajo de la cúpula dorada".

## Organización y procedimiento de la Asamblea General
La Asamblea General se reúne en sesión ordinaria el segundo lunes de enero por no más de 40 días legislativos (en lugar de calendario) cada año. Ni la Cámara ni el Senado pueden suspender la sesión durante una sesión regular por más de tres días o reunirse en cualquier lugar que no sea el capitolio del estado sin el consentimiento de la otra cámara.

### Reglamento interno, empleados y comités interinos
Ambas cámaras de la Asamblea General podrán determinar las reglas de procedimiento previstas para sus empleados. La Asamblea General en su conjunto, o cada cámara por separado, tiene la capacidad de crear comités interinos.

### Juramento del cargo
Antes de asumir el cargo, los senadores y representantes deben prestar (o afirmar) un juramento, estipulado por la ley estatal.

### Quorum
La mayoría de los miembros a los que tiene derecho cada cámara constituirá quorum para realizar transacciones comerciales. Un número menor puede suspender las sesiones de un día para otro y obligar a la presencia de sus miembros ausentes.

### Vacantes
Siempre que ocurre una vacante en la Asamblea General, un evento que ocurre cada vez que un miembro muere, renuncia o se muda del distrito del que fue elegido, se llena de acuerdo con la ley de Georgia y la Constitución. Si la vacante ocurre en cualquier momento antes del final de la sesión legislativa en el segundo año de un período, el gobernador debe emitir una orden de elección especial dentro de los diez días posteriores a la ocurrencia de la vacante y, si la vacante ocurre después del final de la legislatura sesión en el segundo año de un período, entonces el gobernador puede optar por emitir un mandato de elección especial. Pero, si la vacante existe en el momento en que se convoca una sesión extraordinaria, entonces el gobernador debe emitir una orden de elección especial dentro de los 2 días posteriores a la convocatoria de la sesión extraordinaria y, si la vacante se produce después de la convocatoria pero antes de la sesión ha concluido, entonces el gobernador debe emitir una orden de elección especial dentro de los 5 días posteriores a la ocurrencia. En cada caso, el auto de elección especial debe designar un día en el que se llevará a cabo la elección, el cual no debe ser menor de 30 días ni mayor de 60 días después de que el gobernador emita el auto.

### Salarios
Los miembros de la Asamblea General reciben los sueldos que establece la ley, siempre que ese sueldo no aumente antes de que finalice el plazo durante el cual el aumento se hace efectivo. Los miembros de la Asamblea General de Georgia actualmente ganan $ 17,000 al año.

### Elección y devoluciones; conducta desordenada
Cada casa tiene la responsabilidad de juzgar la elección, los resultados y las calificaciones de sus propios miembros. Además, cada casa tiene el poder de castigar a sus propios miembros por conducta indebida. Los castigos por tal conducta incluyen:

## Composición
La Asamblea General de Georgia comenzó en 1777 como un cuerpo formado por la Cámara Baja de la Asamblea a la que los condados elegían a dos miembros cada uno de los miembros, y un Consejo Ejecutivo, que incluía un concejal elegido por su respectiva delegación de la Asamblea. Después de la promulgación de la Constitución de Georgia de 1789, el cuerpo se cambió a una legislatura bicameral de un Senado y una Cámara de Representantes, ambos elegidos directamente. De 1789 a 1795, los senadores fueron elegidos cada tres años, y después de la promulgación de la Constitución de mayo de 1795, los senadores fueron elegidos anualmente por períodos de un año. Los senadores fueron trasladados a dos mandatos después del 5 de diciembre de 1843.
Actualmente está compuesto por un Senado (la cámara alta ) y una Cámara de Representantes (la cámara baja ). El Senado tiene 56 miembros mientras que la Cámara de Representantes tiene 180. Los miembros de cada organismo sirven durante dos años, pero no hay límite en el número de veces que pueden ser reelegidos. Tanto los senadores como los representantes son elegidos de los distritos de sus constituyentes.

### Requisitos de pertenencia
La Constitución de Georgia estipula que los miembros del Senado deben ser ciudadanos de los Estados Unidos, tener al menos 25 años de edad, residir en el estado de Georgia al menos dos años antes de la elección, y ser residentes legales del distrito para el que el senador fue elegido. Los miembros de la Cámara de Representantes deben ser ciudadanos de los Estados Unidos, tener al menos 21 años de edad, ser ciudadanos de Georgia durante al menos dos años y ser residentes legales del distrito en el que el representante fue elegido durante al menos un año.

### Especificaciones
Según el párrafo IV, de la sección II del artículo III de la Constitución de Georgia
- Ninguna persona en servicio activo de cualquier rama de las Fuerzas Armadas de los Estados Unidos tendrá un asiento en ninguna de las cámaras, a menos que la ley disponga lo contrario.
- Ninguna persona que tenga un nombramiento civil o un cargo al que se le haya anexado un emolumento bajo los Estados Unidos, este estado o cualquier otro estado tendrá un asiento en cualquiera de las cámaras.
- Ningún Senador o Representante será elegido por la Asamblea General ni designado por el Gobernador para ningún cargo o nombramiento que tenga como anexo un emolumento durante el tiempo para el cual dicha persona haya sido elegida, a menos que el Senador o Representante primero renuncie al puesto al que eligió. ; disponiéndose, sin embargo, que, durante el período para el cual fue elegido, ningún Senador o Representante será designado para ningún cargo civil que haya sido creado durante dicho período.

### Agentes
El funcionario que preside el Senado es el presidente del Senado (también conocido como Vicegobernador de Georgia). Al igual que el Senado de los Estados Unidos, un presidente pro tempore es elegido por el Senado de entre sus miembros. El Presidente Pro Tempore actúa como Presidente en caso de incapacidad temporal del Presidente. En caso de fallecimiento, renuncia o incapacidad permanente del Presidente o en caso de sucesión del Presidente al poder ejecutivo, el presidente Pro Tempore pasa a ser Presidente. El Senado también tiene como funcionario al Secretario del Senado.
La Cámara de Representantes elige su propio Portavoz y un Portavoz Pro Tempore. El Portavoz Pro Tempore se convierte en Portavoz en caso de muerte, renuncia o incapacidad permanente del Portavoz. El Portavoz Pro Tempore ocupa el cargo hasta que se elige a un nuevo Portavoz. La Cámara también tiene como funcionario al Secretario de la Cámara de Representantes.

### Composición histórica
La Constitución de 1866 dictamina que hay 22 escaños en el Senado y 175 escaños en la Cámara. La Constitución de 1877 amplió el Senado a 44 escaños y mantuvo 175 miembros en la Cámara.

## Poderes y privilegios
El Artículo III Sección VI de la Constitución del Estado de Georgia especifica los poderes otorgados a la Asamblea General de Georgia. El párrafo I establece: "La Asamblea General tendrá el poder de dictar todas las leyes que no sean incompatibles con esta Constitución y que no repugnen a la Constitución de los Estados Unidos, que considere necesarias y adecuadas para el bienestar del estado". Además, los poderes que la Constitución otorga a la Asamblea incluyen restricciones al uso de la tierra para proteger y preservar el medio ambiente y los recursos naturales; la creación, el uso y la disciplina mediante consejo de guerra de una milicia estatal que estaría bajo el mando del gobernador de Georgia actuando como comandante en jefe (excepto en los momentos en que la milicia está bajo el mando federal); El poder de gastar dinero público, de condenar propiedades y de zonificar la propiedad; La continuidad de los gobiernos estatales y locales en tiempos de emergencia; participación estatal en el turismo . El uso, control y regulación de la publicidad exterior dentro del estado.

### Limitación de poderes
El párrafo V de la Sección VI del Artículo III establece que:
- La Asamblea General no estará facultada para conceder la incorporación a personas privadas, pero dispondrá por ley general la forma en que podrán concederse poderes y privilegios corporativos privados.
- La Asamblea General no perdonará la pérdida del estatuto de ninguna corporación existente el 13 de agosto de 1945, ni otorgará ningún beneficio ni permitirá ninguna enmienda al estatuto de ninguna corporación, excepto con la condición de que la aceptación de la misma operará como un novación de la carta y que dicha corporación a partir de entonces mantendrá su carta sujeta a las disposiciones de esta Constitución.
- La Asamblea General no tendrá la facultad de autorizar ningún contrato o convenio que pueda tener el efecto o que tenga el efecto de derrotar o disminuir la competencia, o fomentar un monopolio, que por la presente se declaren ilícitos y nulos.
- La Asamblea General no tendrá el poder de regular o fijar los cargos de los servicios públicos de propiedad u operación de cualquier condado o municipio de este estado, excepto según lo autorizado por esta Constitución.
- Ninguna autoridad municipal o del condado que esté autorizada para construir, mejorar o mantener una carretera o calle en nombre de, de conformidad con un contrato con, o mediante el uso de impuestos u otros ingresos de un condado o corporación municipal, será creada por ningún local. Ley o de conformidad con cualquier Ley general ni ninguna ley específicamente relacionada con dicha autoridad será enmendada a menos que la creación de dicha autoridad o la enmienda de dicha ley esté condicionada a la aprobación de la mayoría de los votantes calificados del condado o corporación municipal afectada. votando en referéndum al respecto. Este subpárrafo no se aplicará ni afectará a ninguna autoridad estatal.

### Privilegios de los miembros
Los miembros de la Asamblea General de Georgia mantienen dos privilegios importantes durante su mandato. Primero, ningún miembro de cualquiera de las cámaras de la Asamblea puede ser arrestado durante las sesiones de la Asamblea General o durante las reuniones del comité, excepto en casos de traición, delito grave o " quebrantamiento del orden público ". Además, los miembros no son responsables de nada que puedan decir en la Cámara o el Senado o en las reuniones de los comités de ambos.